# Хејстингс (Флорида)
Хејстингс (енгл. Hastings) град је у америчкој савезној држави Флорида. По попису становништва из 2010. у њему је живело 580 становника.

## Демографија
Према попису становништва из 2010. у граду је живело 580 становника, што је 59 (11,3%) становника више него 2000. године.
| Група             | 2000.       | 2010.       |
| Белци             | 261 (50,1%) | 264 (45,5%) |
| Афроамериканци    | 226 (43,4%) | 280 (48,3%) |
| Азијати           | 0 (0,0%)    | 2 (0,3%)    |
| Хиспаноамериканци | 26 (5,0%)   | 26 (4,5%)   |
| Укупно            | 521         | 580         |